# Павлов Микола Васильович (художник)
Микола Васильович Павлов (20 травня 1926, Зіньків — 25 травня 1989, Харків) — український радянський художник і педагог; член Харківської організації Спілки радянських художників України з 1977 року.

## Біографія
Народився 20 травня 1926 року в місті Зінькові (нині Полтавський район Полтавської області, Україна). Брав участь у німецько-радянській війні. Закінчив дворічну мистецьку студію при Московському будинку офіцерів. Упродовж 1950—1954 років навчався у Харківському художньому училищі, був учнем Льва Фітільова.
Протягом 1955—1961 років викладав у філії Харківської дитячої художньої школи імені Іллі Рєпіна; у 1961—1968 та 1977—1983 роках — у Харківській художній школі імені Іллі Рєпіна. Помер у Харкові 25 травня 1989 року.

## Творчість
Працював у галузі станкового живопису, писав пейзажі, портрети. Серед робіт:
- «Вид із Козачої гори» (1956);
- «Мати» (1957);
- «Графік М. Жуков» (1958);
- «Поблизу Шишак» (1959);
- «Тихий Псьол» (1959);
- «Рання весна» (1960);
- «Автопортрет» (1962);
- «Художник З. Шульга» (1966);

акварелі
- «Над Дінцем» (1970);
- «Вересневий день» (1970);
- «Надвечір'я» (1971);
- «Берег Дінця» (1971);
- «Дощик» (1971);
- серія «Поля Харківщини» (1977).

Брав участь у мистецьких виставках у Харкові у 1955—1956, 1974 роках, Києві, Москві. Персональні виставки відбулися у Харкові у 1967, 1973, 1989 роках.